# Oscar Jonsson (krigsvetare)
För andra betydelser, se Oscar Jonsson (olika betydelser).
Oscar Anders Jonsson, född 12 oktober 1987, är en svensk forskare i krigsvetenskap verksam vid Försvarshögskolan. Jonssons forskning handlar om modern krigföring och han är en återkommande expert i media rörande rysk militärstrategi.

## Biografi
Jonsson har en kandidatexamen i freds- och konfliktvetenskap från Uppsala universitet, masterexamen i International Peace and Security och har avlagt doktorsexamen i krigsvetenskap vid Kings's College, London.
Han har gästforskat vid UC Berkeley och arbetat på Försvarsmaktens Högkvarter med hybridkrigföring, rysk strategi och krigföring samt omvärldsanalys. Han var under en tid vikarierande chef för tankesmedjan Frivärld.
Jonssons forskning handlar om modern krigföring och han är en återkommande expert i media rörande rysk militärstrategi.
År 2023 mottog han Stora kommunikationspriset tillsammans med Julia Agha för sina insatser i tider av krig och oroligheter genom fakta och öppenhet motverkat ryktesspridning och misstro i Sverige.
Jonssons bok Försvaret av Sverige vann Stora fackbokspriset för 2024.

### Familj
Jonsson har ett förhållande med den moderata politikern Josefin Malmqvist. De har ett barn tillsammans.

### Böcker
- 2019 –  The Russian understanding of war: blurring the lines between war and peace. Washington, DC: Georgetown University Press. Libris fqmcwddnc3p638zs. ISBN 9781626167346
- 2019 – Gow, James. Routledge handbook of war, law and technology - Russian information warfare and its challenges to international law. Routledge handbooks. Routledge. ISBN 978-1-138-08455-1
- 2020 – Oscar Jonsson, red (2020-05-21). Modern warfare: New Technologies and enduring concepts. Stockholm Free World Forum. Libris 2dqjfdct0bf587b8. ISBN 9789177032243. https://frivarld.se/wp-content/uploads/2020/05/modern-warfare-web.pdf
- 2021 – Tracz Kararina, red. Gråzon, kapitel "Sverige: En måltavla för rysk icke-militär krigföring". [Stockholm]: Frivärld. Libris r5r671bjphbbf4p7. ISBN 9789177032564
- 2022 –  How do you invade Facebook?: modern war, technological decoupling and implications for Sweden. [Örebro]: Swedish Entrepreneurship Forum. Libris 3k5h0glr105wt5t7
- 2023 –  Hotet från Ryssland. Stockholm: Mondial. Libris zf2rrr53wb6xwfps. ISBN 9789180022767
- 2024 –  Försvaret av Sverige. Stockholm: Mondial. Libris fzn4pgwccv3jczln. ISBN 9789180025003

### Artiklar och rapporter
- Oscar Jonsson (May 2015). ”How Sweden views the CSDP”. The Common Security and Defence Policy: National Perspectives. Egmont - Royal Institute for International Relations. sid. 81-82. https://aei.pitt.edu/64766/1/ep79.pdf. Läst 26 maj 2023.
- Oscar Jonsson (October 2018). ”The next front: the Western Balkans”. Hacks, Leaks and Disruptions: Russian Cyber Strategies. ISS - European Union Institute for Security Studies. sid. 85-94. https://www.iss.europa.eu/content/hacks-leaks-and-disruptions-%E2%80%93-russian-cyber-strategies. Läst 26 maj 2023.
- ”The evolution of Russian hybrid warfare”. 2020. https://cepa.org/wp-content/uploads/2021/01/CEPA-Hybrid-Warfare-1.28.21.pdf. Läst 26 maj 2023.
- Jonsson, O., 2020, “Putting Modern War in Perspective“, i Jonsson. O, (ed.), Modern Warfare: New Technologies and Enduring Concepts, Stockholm Free World Forum.
- Jonsson, O., 2021, “From the Eastern Flank to Western Elections – The Evolution of Russian Hybrid Warfare: EU/NATO” i Polyakova, A. & Boulegue, M., The Evolution of Russian Hybrid Warfare, CEPA.